# Utva 213 Vihor
Utva 213 Vihor je prototip jugoslovenskog Utva 213 dvosjedog zrakoplova dizajniran za obuku pilota, a u službi je bio od 1949. – 1961.

## Dizajn
Razvitak Vihora započinje neposredno u poslije ratnim godinama i označavao je pokušaj popravljanja domaće zrakoplovne industrije. Tijekom pedesetih (serijski Utva 213) je bio glavni zrakoplov za obuku pilota JRV-a sve do dolaska Soko 522 koji je metalna verzija Utve 213 s Pratt & Whitney motorom .
Vihor je bio niskokrilac a pokretao ga je jedan klipni motor, te je imao podvozje koje se mogao uvlačiti. Piloti sjede u tandem položaju s pilotom naprijed i instruktorom nazad. Od naoružanja je imao dvije ugrađene 7,9 mm strojnice te je mogao ponijeti 2 bombe od 50 kg. Ukupno su proizvedena 196 zrakoplova Utva 213.